# Operatie Lüttich
De Operatie Lüttich, ook wel tegenaanval van Mortain genoemd, was een Duitse tegenaanval
tegen de uitbraak van de geallieerde strijdkrachten uit hun Normandische bruggenhoofd.
Ze vond plaats op 6 augustus 1944 tussen de plaatsen Mortain en Avranches.

## Planning
De geallieerden waren op een 30 kilometer breed front door de Duitse linies gebroken.
Het plan had de bedoeling deze doorbraak bij de basis af te snijden,
door met het 7e leger de geallieerde linie in zuidwestelijke richting de toegang tot het schiereiland Cotentin af te snijden.
Hierdoor zouden de doorgebroken Amerikaans eenheden van hun bevoorrading worden afgesneden en opgerold.
De opdracht van Adolf Hitler hiervoor bereikte veldmaarschalk Günther von Kluge op 2 augustus.
Von Kluge verklaarde later, dat hij het opgestelde plan als te mooi en onmogelijk uit te voeren beschouwde.
Hitler gaf von Kluge toestemming de frontlijn in het westen licht in te korten en eenheden van daar en uit de omgeving van Caen naar het gebied van Sourdeval te verplaatsen, om de tegenaanval voor te bereiden.
Ook uit het gebied rond Calais werden eenheden aangevoerd, omdat een tweede invasie daar nu voor onwaarschijnlijk werd gehouden.
Een bres die tussen Panzergruppe West en het 7e leger ontstaan was, kon op op 3 augustus weer gedicht worden.
Op deze wijze stabiliseerde het front in het westen zich, en kon ook een verdedigingslinie aan de zuidzijde van de Duitse legergroep worden ingericht.
Von Kluge besloot, dat de aanval in de eerste week van augustus moest plaatsvinden, ook wanneer de opbouw van de troepen nog niet voltooid zou zijn.
Hitler raakte hierover licht geïrriteerd, en besloot tot een uitstel van de aanval totdat de troepen verzameld zouden zijn. Ook beval hij dat generaal Heinrich Eberbach
de aanval moest leiden. Von Kluge meende echter, dat het onmogelijk was de aanval nog langer uit te stellen, of om op het laatste moment de leiding te veranderen.
In de laatste minuut gaf Hitler zijn toestemming, en verlangde, dat de twee commandanten direct na de aanval van post zouden wisselen.
Om zich hiervan te overtuigen zond hij generaal-majoor Walter Buhle uit Berlijn naar het hoofdkwartier van de opperbevelhebber west, om hem verslag uit te brengen.

## Verloop
Laat in de middag van 6 augustus gaf von Kluge bevel met de aanval te beginnen.
Veel kleine en verspreide eenheden van de Amerikaanse 6e pantserdivisie werden op de weg naar Mortain tussen de beken Sée en Sélune opgerold.
De heftige aanval van de leidende Duitse pantsereenheden trof het Amerikaanse 1e leger
onvoorbereid en leidde tot de omsingeling van de 30e divisie, die echter wel verder vocht.
In de vroege ochtend van 7 augustus wonnen de Duitsers nog terrein.
Tegen de middag viel de geallieerde luchtmacht de Duitse aanvalsstrijdmacht aan en wist de opmars te stoppen.
Luchtondersteuning van Duitse zijde was niet mogelijk.

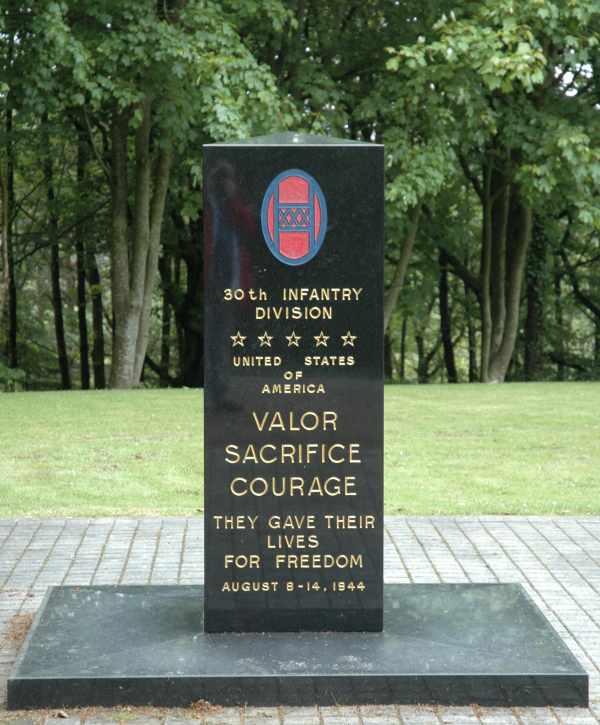
Gedenkteken bij Mortain

Generaal Omar Bradley stelde onverschrokken twee divisies tegenover de Duitse aanval.
Onderwijl werden delen van het 3e leger naar het het gebied tussen Laval en Le Mans verplaatst om de Duitse zuidflank te bedreigen.
In het noordoosten sloeg generaal Harry Crerars met tanks, artillerie en luchtondersteuning
ten oosten van de Orne aan de weg van Caen naar Falaise terug
en bracht de terugtocht van de Duitse troepen in gevaar.
Om deze nieuwe bedreiging het hoofd te bieden, waren de Duitsers gedwongen om verse tanks en infanterie-eenheden, die richting Avranches zouden oprukken, daar in te zetten.
Tegen middernacht van 8 augustus besloot Von Kluge de aanval te onderbreken, maar hij bereidde zijn eenheden wel op een latere hervatting van de aanval voor.
Hitler was er niet direct van overtuigd dat zijn aanval op Avranches mislukt was.
In de hoop de geallieerden in Bretagne te kunnen afsnijden en dan in het noorden de belangrijke havens en kustgebieden terug te kunnen veroveren, stond hij op een hervatting van de aanval.
Op 9 augustus verweet hij Von Kluge de aanval te vroeg begonnen te zijn; dit zou de geallieerde luchtmacht in de kaart gespeeld hebben.
Hij gaf het OB West opdracht de operatie onmiddellijk te hervatten en wel vanuit het gebied rondom het Domfront, ten zuidoosten van Mortain. Om strijdkrachten hiervoor vrij te maken, werd het 7e Leger aangewezen. Deze moesten hun nieuwe posities verlaten.
Hitler verklaarde dat alleen hij dit keer het tijdstip voor de nieuwe aanval zou bepalen.
Ook het 1e Leger bij Parijs moest zich nu voor een aanval gereed maken.
De hierdoor ontstane concentratie van Duitse tankeenheden in het gebied ten zuiden van Falaise gaf de geallieerden de kans de omsingeling van deze eenheden in de Zak van Falaise te voltooien.